# Adidas Fevernova
Fevernova fue el balón de fútbol oficial usado durante la Copa Mundial de 2002 realizada en Corea del Sur y Japón. Fue fabricado por la compañía alemana de equipamiento deportivo Adidas en el laboratorio de fútbol de Scheinfeld. Fue presentado como el mayor avance en diseño de balones de fútbol desde el balón Tango, usado en la Copa Mundial de Fútbol de 1978.
Fue el séptimo balón (descontando las versiones Durlast y España de Telstar y Tango, respectivamente) diseñado, desarrollado y fabricado por la multinacional Adidas, para un Campeonato Mundial de Fútbol de FIFA. Al mismo tiempo y como sus predecesores desde 1970, mantuvo el formato de construcción a partir de 20 parches hexagonales regulares y 12 pentagonales regulares, dejando el patrón de diseño adoptado desde 1978, consistente en tríadas hexagonales, dispuestas de manera circundante a cada parche pentagonal. Para este nuevo diseño se toman 4 hexágonos de los 20 restantes para formar una especie de Shuriken ninja con colores en verde, dorado y rojo inspirados en las culturas orientales de Corea del Sur y Japón.
A partir de los sucesos ocurridos en el Campeonato Mundial 2002, este balón se relaciona principalmente con el astro francés Zinedine Zidane , los brasileños Ronaldo, Rivaldo y Ronaldinho campeones del mundo, el argentino Gabriel Omar Batistuta o el alemán Miroslav Klose, este último consagrado como goleador del torneo.
Según su fabricante, su colorido y revolucionario diseño está basado en la cultura de los países anfitriones. Entre sus características técnicas, presenta una refinada capa de gomaespuma sintética que le da al balón mayores características de desempeño y tres capas de malla que permiten un vuelo más preciso y predecible. Su entonces nuevo sistema de capas de espuma sintéctica consiste en una serie de microceldas de gas altamente comprimido. Desde el interior al exterior, las capas que presenta el balón son las siguientes:
- Tejido Raschel que ayude a mantener la forma,
- Espuma con microceldas rellenas de gas fuertemente comprimido, para que el balón recupere su forma antes tras un esfuerzo,
- Capa de plástico sólido,
- Diseño impreso,
- Capa plástica transparente.

Este balón recibió críticas por ser demasiado liviano, con un peso de entre 420 y 445 gramos, a pesar de que con él se marcaron goles memorables durante el torneo de 2002. La circunferencia del balón tiene una longitud de 68,5-69,5 cm. Su presión de inflado es de 0,7 a 1,1 bares(bar) 10,6 a 14,5 PSI
El nombre del balón, Fevernova, viene de la "fiebre" que la Copa Mundial causa cuando tiene lugar (fever en inglés quiere decir fiebre), y "nova" se refiere a dichas estrellas, muy brillantes pero únicamente durante un tiempo muy breve.